# Hiroshi Hara

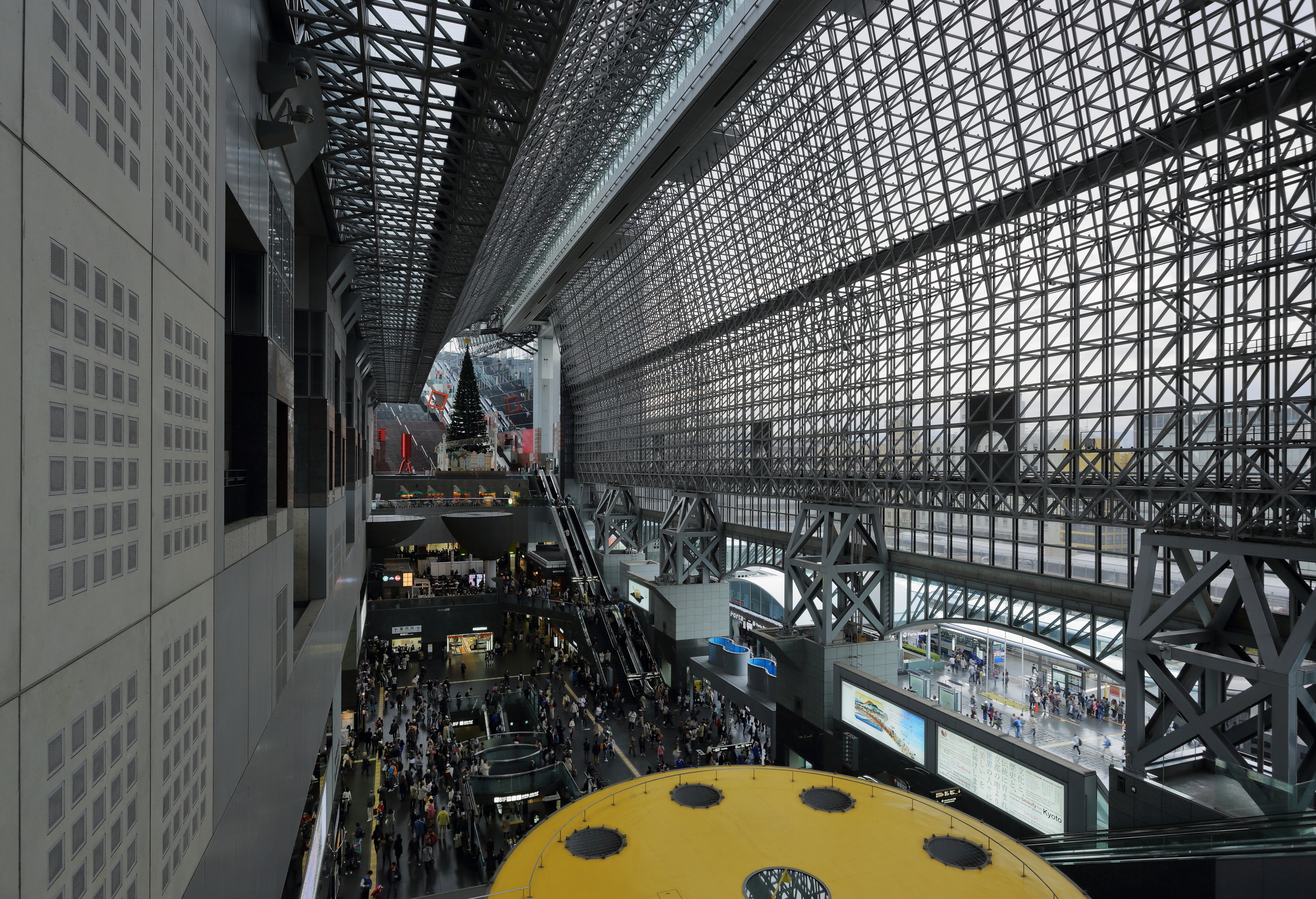
Estação ferroviária de Quioto, Japão

Hiroshi Hara (原 広司, Hara Hiroshi, 9 de setembro de 1936 – 3 de janeiro de 2025) foi um arquiteto e autor de livros sobre arquitetura japonesa. Suas maiores obras, incluindo a Estação de Quioto, o Umeda Sky Building em Osaka, o Yamato International Building em Tóquio, o Sapporo Dome em Hokkaido, e outras estruturas de destaque no Japão, receberam diversos prêmios. Com um doutorado em engenharia, foi professor na Universidade de Tóquio até 1997, sendo desde então professor emérito.

## Formação
Hiroshi Hara graduou-se na Universidade de Tóquio, com um BA em 1959, um MA em 1961 e um PhD em 1964. Foi professor associado da Faculdade de Arquitetura da Universidade de Tóquio em 1964 e professor associado no Institute of Industrial Science da Universidade de Tóquio em 1969. Frequentou o Harvard University's Summer Seminar em 1968. Em 1982 foi professor do Institute of Industrial Science da Universidade de Tóquio, e em 1997 professor emérito da Universidade de Tóquio.

## Publicações
Hiroshi Hara é conhecido não apenas como arquiteto, mas também como autor de ensaios teóricos sobre arquitetura e cidades, dentre os quais o ensaio "Discrete City".
- Hiroshi Hara (2009). Yet: Hiroshi Hara (em japonês) 1st ed. Tokyo, Japan: TOTO Pub. ISBN 9784887063075

## Obras
- 1974: Hara House, Tóquio
- 1986: Tasaki Museum of Art, Karuizawa, Nagano
- 1987: Naha Municipal Josei Primary School, Naha, Okinawa
- 1987: Yamato International, Ota (Tóquio)
- 1987: Kenju Park 'Forest House', Nakaniida, Miyagi Prefecture
- 1988: Iida City Museum, Iida, Nagano Prefecture
- 1992: Uchiko Municipal Ose Middle School, Uchiko, Ehime
- 1993: Umeda Sky Building, Kita-ku, Osaka
- 1997: Estação de Quioto, Shimogyo-ku, Quioto
- 1998: Miyagi Prefectural Library, Sendai, Miyagi Prefecture
- 2000: Hiroshima Municipal Motomachi High School, Hiroshima
- 2001: Sapporo Dome, Sapporo, Hokkaido
- 2001: Universidade de Tóquio, Komaba II Campus, Tóquio
- 2003: Tokamachi Stage, Tokamachi, Niigata
- 2004: Casa Experimental, Montevideu, Uruguai
- 2005: Casa Experimental, Córdoba, Argentina
- 2005: Shimokita Snow-Resistant Dome, Mutsu, Aomori
- 2007: Aizu Gakuho Middle School and High School, Aizuwakamatsu, Fukushima
- 2010: Casa Experimental, La Paz, Bolívia

## Publicações
- Discrete City: Hiroshi Hara, Architects – HARA
- Hiroshi Hara, The Floating World of Architecture, H. Hara, B. Bognar, John Wiley & Sons; 2001